# Tanca
Con il termine tanca, in lingua sarda, si indica un terreno agricolo recintato in cui pascolano le greggi.

## Origine del termine
La parola deriva dal verbo sardo tancare, che significa chiudere e a sua volta deriva dal catalano tancar. L'utilizzo del termine anche da parte del Premio Nobel per la letteratura Grazia Deledda ha fatto sì che venisse assunto anche dalla lingua italiana.
Il termine "tanca" è presente come toponimo in tutto il territorio sardo dove è anche un cognome attestato fin dal Medioevo.
(Grazia Deledda, da 'Elias Portolu')

## Toponomastica
Tanca Molino è una frazione del comune di Oristano. Tanca Marchese è una frazione del comune di Terralba, in provincia di Oristano. Tanca Manna è una frazione del comune di Arzachena, in provincia di Sassari e il Nuraghe Tanca Manna è un importante sito archeologico nel territorio di Nuoro. Tancau sul Mare è una frazione del comune di Lotzorai, in provincia di Nuoro.